# Quessoy
Quessoy é uma comuna francesa na região administrativa da Bretanha, no departamento Côtes-d'Armor. Estende-se por uma área de 29,29 km². Em 2010 a comuna tinha 4 033 habitantes (densidade: 137,7 hab./km²).